# 나가사키현도 제300호선

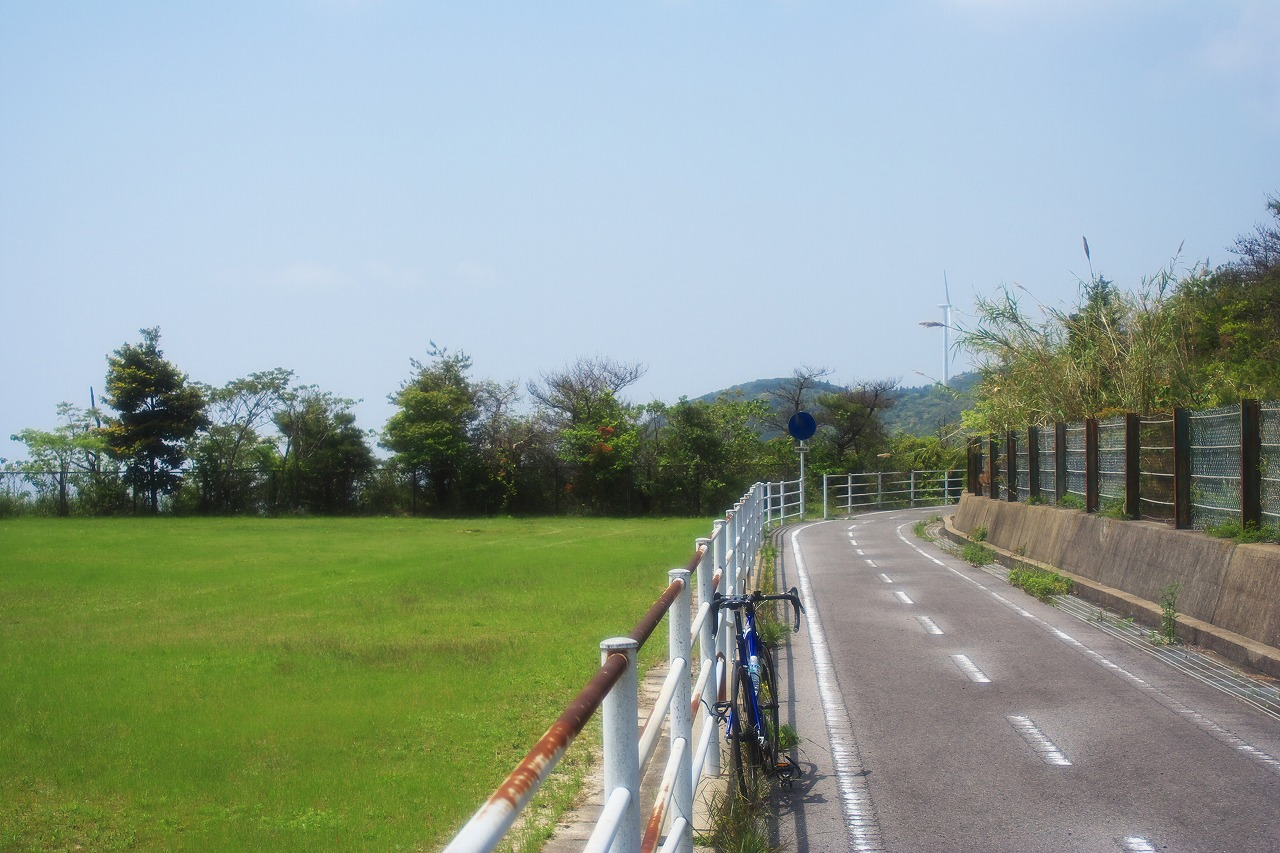
노모자키 종점 부근에는 풍력 발전기가 선명하게 보인다.

300번 나가사키현도(일본어: 長崎県道300号長崎野母崎自転車道線→나가사키현도 300호 나가사키-노모자키 자전거도선)는 나가사키현 나가사키시의 에가와정에서 노모정까지 이어주는 일반현도 노선이자 자전거 길이다. 그러나 이 도로가 전 구간이 자전거만 전문적으로 전용되어 있는 현도로 지정되어 있다. 애칭은 노모반도 사이클링 도로(野母半島サイクリング道路)다.

## 노선 정보
- 기점: 나가사키시 에가와정
- 종점: 나가사키시 노모정
- 통과하는 지자체: 유일하게 나가사키시 뿐이다.
- 접촉하는 도로: 499번 국도, 34번 나가사키현도(일본어판)